# Litoria hastula
Litoria hastula — вид жаб родини Pelodryadidae. Описаний у 2023 році.

## Етимологія
Видова назва hastula перекладається з латини як «маленький спис». Назва вказує на подовжену та загострену мордою цієї жаби.

## Поширення
Ендемік Нової Гвінеї. Поширений в індонезійській провінції Папуа.

## Опис
Помірний розмір і сильний статевий розмірний диморфізм (самці завдовжки 30,4–31,8 мм, одна доросла самиця сягала 48,9 мм); морда помірно довга (EN/IN 0,69–0,80), із загостреним кінчиком і увігнутою спинною поверхнею; canthus rostralis майже прямий, різко окреслений; кінцівки помірно довгі (TL/SVL 0,55–0,60); перетинка пальців помірна, не виходить за межі третьої фаланги між пальцями 3 і 4; перетинка пальців стопи широка, поширюється на передостанню фалангу між усіма пальцями, крім пальців 1 і 2; шкіра спини відносно гладка з розсіяними дрібними горбиками; п'ятка з 2–3 виразними конічними горбиками; вомеропалатини видатні; забарвлення спини переважно від світлого до середньо-коричневого з розсіяними темно-коричневими плямами та/або вкрапленнями; черевна поверхня значною мірою бежева з невеликим малюнком або без нього.